# ヒゴタイ
ヒゴタイ（Echinops setifer）は、キク科ヒゴタイ属の多年生植物。
和名の漢字表示については「平江帯」（貝原益軒の大和本草）または「肥後躰」（肥後細川家写生帖）などがある。

## 特徴

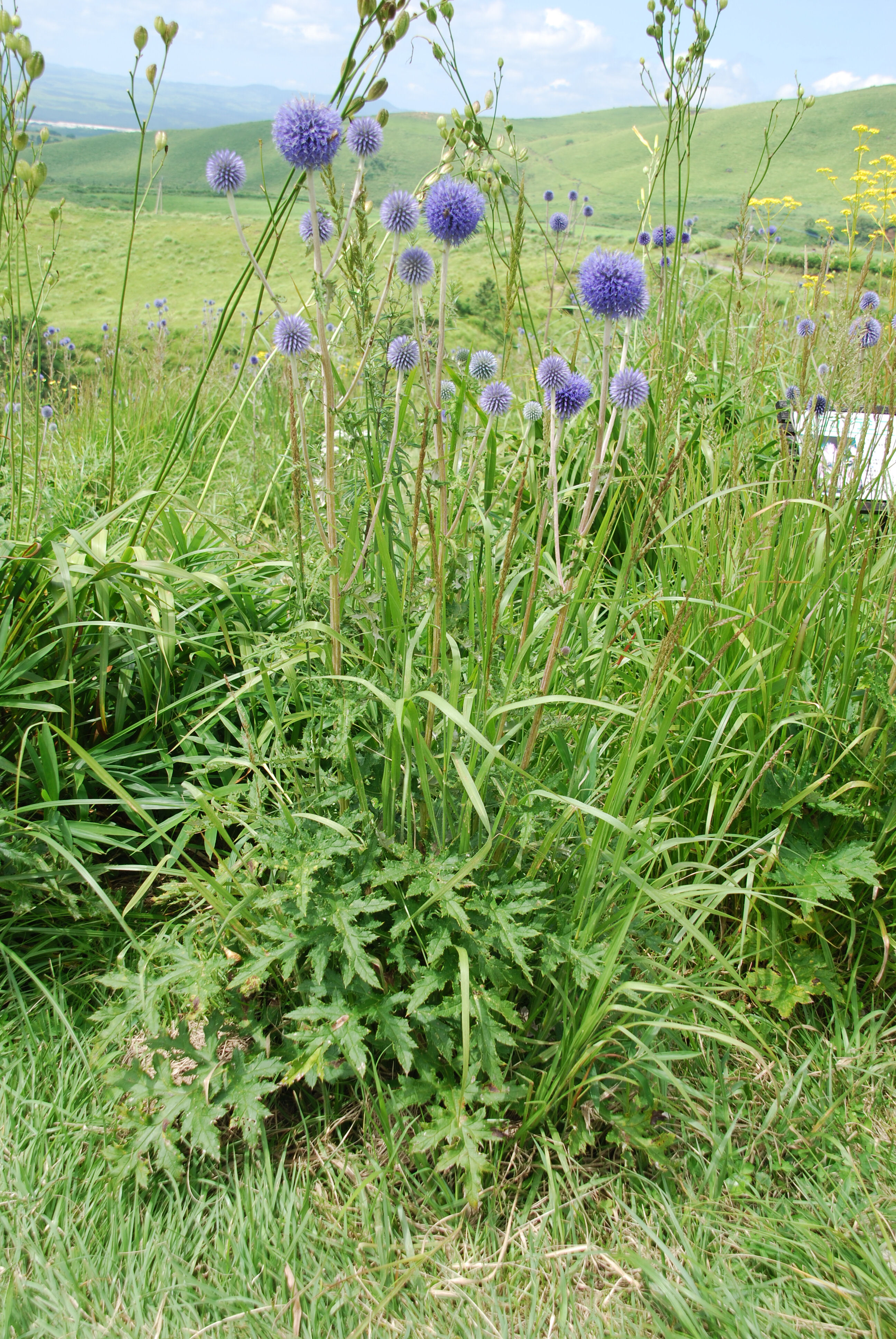
ヒゴタイの全体像（ヒゴタイ公園）

日当たりの良い山野に生える。葉はアザミに似て切れ込みがあり、棘を有する。
花期は8月から9月。花茎が1～1.5m程度直立し、その先に直径5cm程の青い球形の花が咲く。これは瑠璃色の小さな花が球状にかたまって咲いたもので、写真のように一株に複数咲く。

## 分布
朝鮮半島の南部から、西日本の所々に咲く。日本では愛知県、岐阜県、広島県と九州の特定箇所で見られる。九州中部の九重山から阿蘇山周辺の草原では、元々自生していたが、今では野生以外に種を蒔いて増やした株も見られる。

## 保護状態
絶滅危惧II類 (VU)（環境省レッドリスト）
2007年8月レッドリスト。以前の環境省レッドデータブックでは、絶滅危惧IB（EN）に分類されていた。

## 象徴
広島県神石高原町と熊本県産山村がそれぞれ町の花、村の花に定めている。